# Nikołaj Afanasjew (kompozytor)
Nikołaj Jakowlewicz Afanasjew, ros. Николай Яковлевич Афанасьев (ur. 31 grudnia 1820?/12 stycznia 1821 w Tobolsku, zm. 22 maja?/3 czerwca 1898 w Petersburgu) – rosyjski kompozytor i skrzypek.

## Życiorys
Gry na skrzypcach uczył się od ojca, debiutował publicznie jako solista w 1836 roku. Od 1838 do 1841 roku był pierwszym skrzypkiem Teatru Bolszoj w Moskwie. W latach 1841–1846 pełnił funkcję dyrygenta orkiestry pańszczyźnianej Dmitrija Szepielewa w Wyksie. W latach 1846–1851 odbył tournée koncertowe, po czym osiadł w Petersburgu, gdzie od 1951 do 1858 roku pełnił funkcję kapelmistrza opery włoskiej. Od 1853 roku uczył gry na fortepianie w petersburskim Instytucie Smolnym. W 1890 roku na łamach miesięcznika „Istoriczeskij wiestnik” (t. 41–42) ukazały się jego wspomnienia.
Skomponował m.in. opery Taras Bulba, Wakuła–kuzniec, Ammałet-bek i Stenka Razin, 6 symfonii, koncert wiolonczelowy, 9 koncertów skrzypcowych, 4 kwintety, 12 kwartetów smyczkowych.